# P2RY11
El purinoceptor 11 de P2Y es una proteína que en humanos está codificada por el gen P2RY11.
El producto de este gen, P2Y11, pertenece a la familia de receptores acoplados a proteína G. Esta familia tiene varios subtipos de receptores con diferente selectividad farmacológica, que se solapa en algunos casos, para varios nucleótidos de adenosina y uridina. Este receptor está acoplado a la estimulación de las vías de la fosfoinositida y la adenilil ciclasa y se comporta como un purinoceptor selectivo. Se han encontrado transcripciones de lectura completa que ocurren naturalmente, resultantes del empalme intergénico entre este gen y un gen inmediatamente aguas arriba (PPAN, que codifica el homólogo de Peter Pan). El ARNm de lectura completa de PPAN-P2RY11 se expresa de forma ubicua y codifica una proteína de fusión que comparte identidad con cada producto génico individual.